# 伯特勒尼鄉
45°18′50″N 26°08′57″E / 45.3139°N 26.1492°E
伯特勒尼鄉（羅馬尼亞語：Comuna Bătrâni, Prahova），是羅馬尼亞的鄉份，位於該國中南部，由普拉霍瓦縣負責管轄，面積46平方公里，海拔高度498米，2007年人口2,154，人口密度每平方公里46人。